# Grenze zwischen dem Kosovo und Nordmazedonien

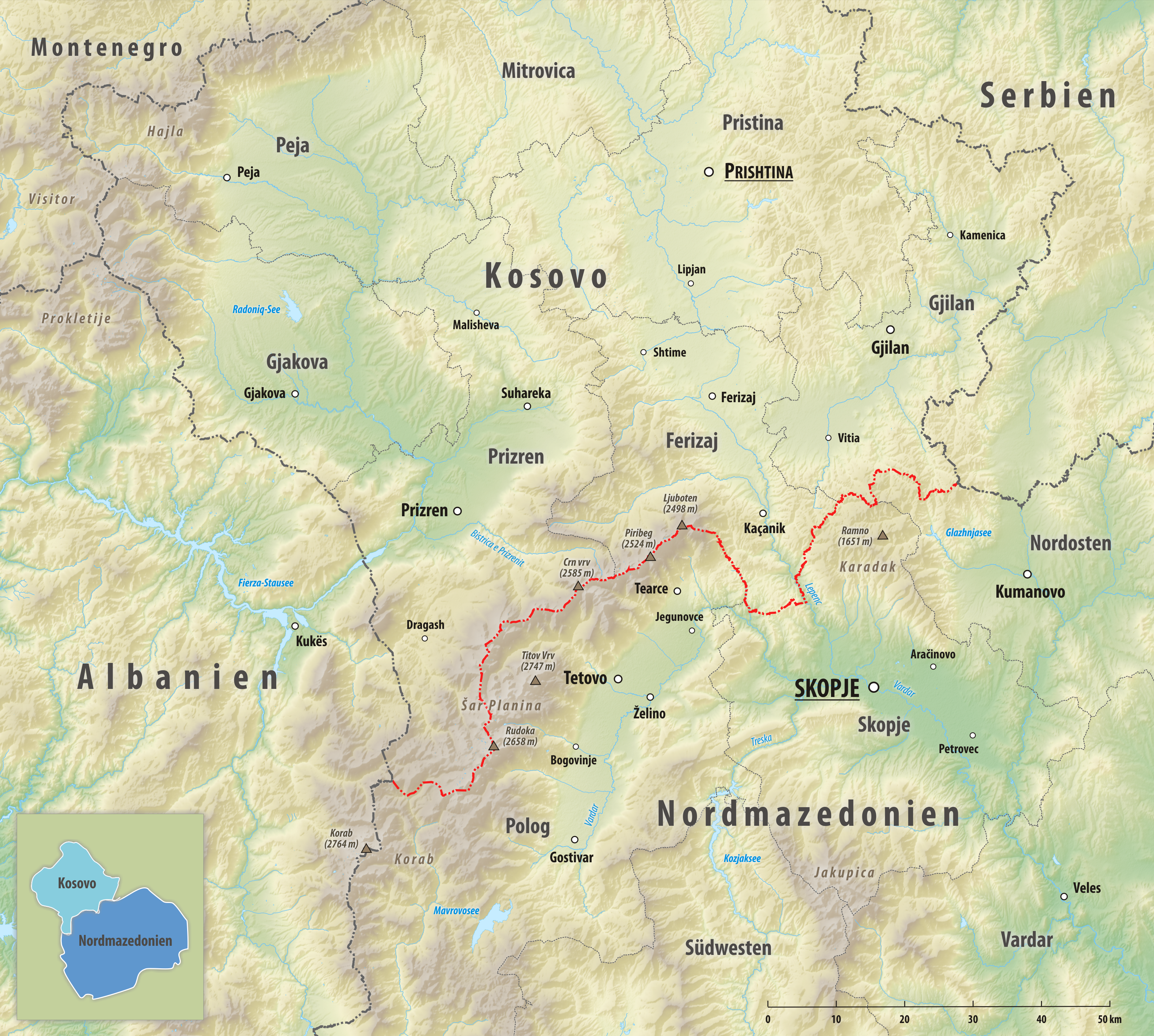
Grenzverlauf zwischen dem Kosovo und Nordmazedonien

Die Grenze zwischen dem Kosovo und Nordmazedonien trennt das Staatsgebiet der Republik Kosovo und der Republik Nordmazedonien. Sie hat eine Länge von 159 Kilometern und entspricht dem Westteil der vor dem Zerfall Jugoslawiens bestehenden Grenze zwischen den ehemaligen Teilrepubliken Serbien und Mazedonien respektive dem Westteil der Grenze zwischen der Republik Serbien und der Republik Mazedonien vor der Sezession des Kosovo.

## Verlauf
Die Grenze verläuft vom Dreiländereck mit Serbien am 1219 m. i. J. hohen Crni vrv in der Nähe des serbischen Preševo in westliche Richtung mit einem gekrümmten Verlauf durch Bergland zum Fluss Lepenac, der ab Han i Elezit zum Grenzfluss wird. Bei Han i Elezit liegt auch der wichtigste Grenzübergang zwischen den beiden Staaten. Die Eisenbahnstrecke quert Fluss und Grenze im engen Tal des Lepenac sogar drei Mal.
Die Staatsgrenze bildet im Osten, Süden und Westen die Grenze der kosovarischen Gemeinde Han i Elezit. Rund fünf Kilometer südlich vom Ort verlässt sie das Tal des Lepenac, setzt sich in westlicher Richtung fort und führt dann nach Nordnordwesten. Östlich von Vratnica, in der Opština Jegunovce, wird sie von der Straße von Ferizaj nach Tetovo gequert, das überwiegend albanisch besiedelt ist.
Im weiteren Verlauf folgt die Grenze dem Kamm der Šar Planina: Vom Gipfel des Ljuboten (2498 m. i. J.) nördlich von Vratnica zieht sie sich zuerst nach Südwesten und später nach Süden entlang von Piribeg (2522 m. i. J.), Jezerski vrh (2604 m. i. J.), Crni vrh (2585 m. i. J.) und Rudoka, mit 2658 m. i. J. der höchste Gipfel Kosovos.
Im Gebiet Gora zwischen Restelica und Gostivar verlässt die Grenze Wasserscheide. Gebiete am Oberlauf der Radika, die nach Süden in den Schwarzen Drin entwässert werden, gehören zum Kosovo. Nach Westen verlaufend quert die Grenze schließlich den Fluss Radika nordöstlich des Bergs Korab (2764 m) und trifft kurz darauf am Berg Maja Kësula e Priftit (2093 m ü. A.; auch Scherupa) auf die Grenze Kosovos mit Albanien und Nordmazedoniens mit Albanien.
Der Grenzübergang an der Straße von Restelica nach Strezimir in Nordmazedonien ist nur im Sommer für die lokale Bevölkerung geöffnet (Stand 2001).

## Gemeinden an der Staatsgrenze (von Nordost nach Südwest)

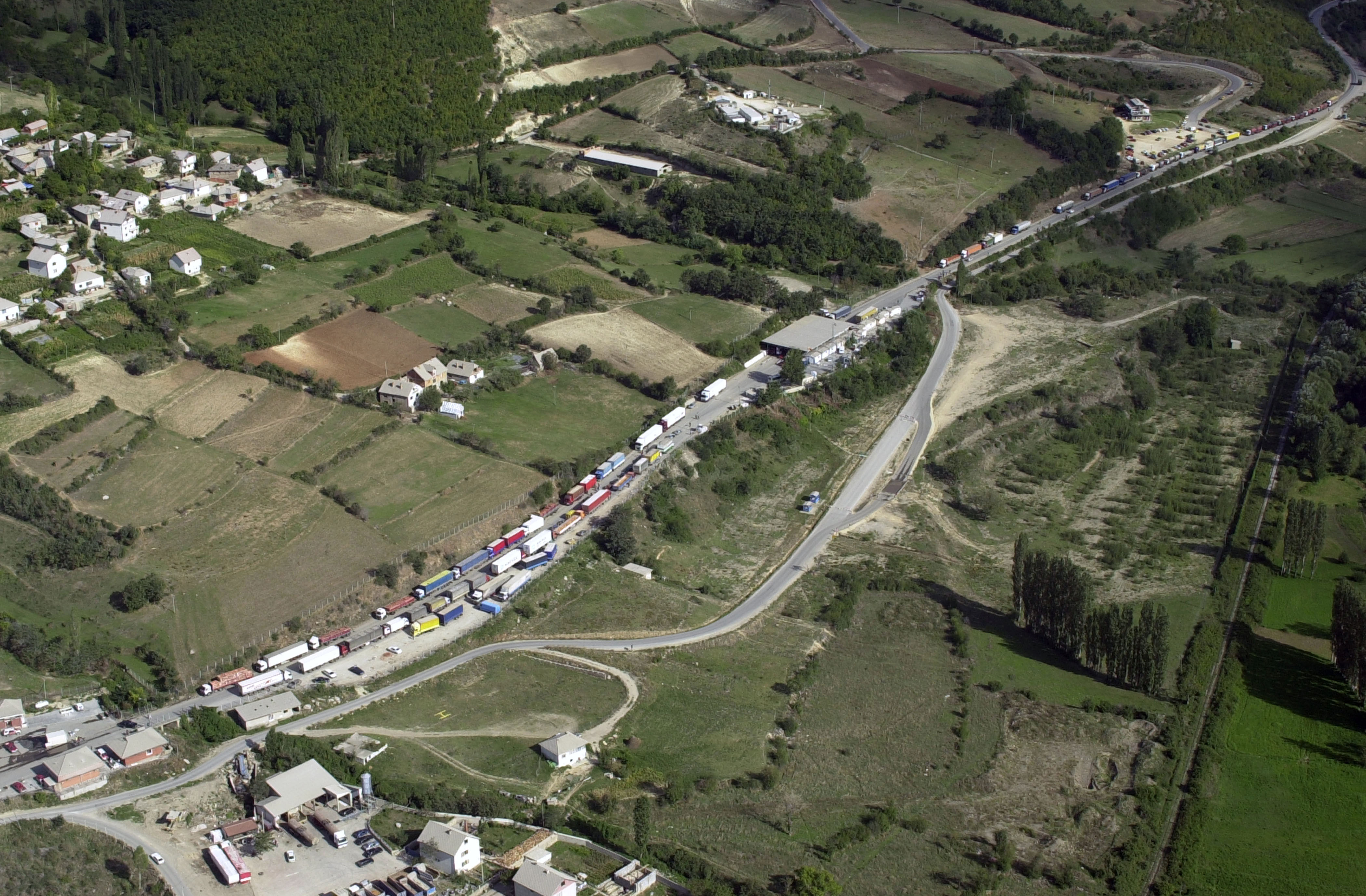
Wichtigster Grenzübergang zwischen den beiden Ländern: Han i Elezit – Aufnahme von 2002

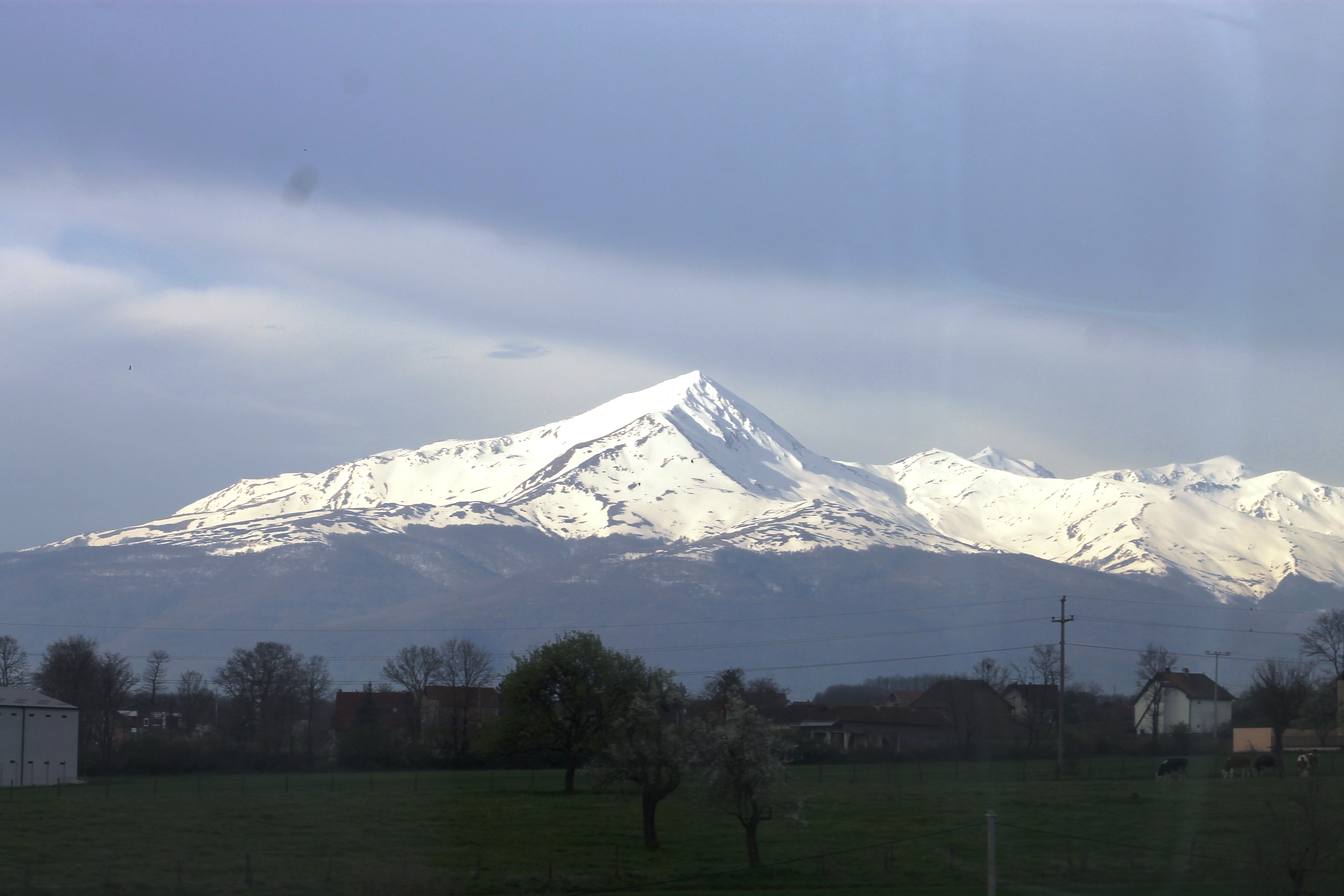
Der Ljuboten im Šar-Gebirge ist ein markanter Gipfel auf der Grenze zwischen den beiden Staaten

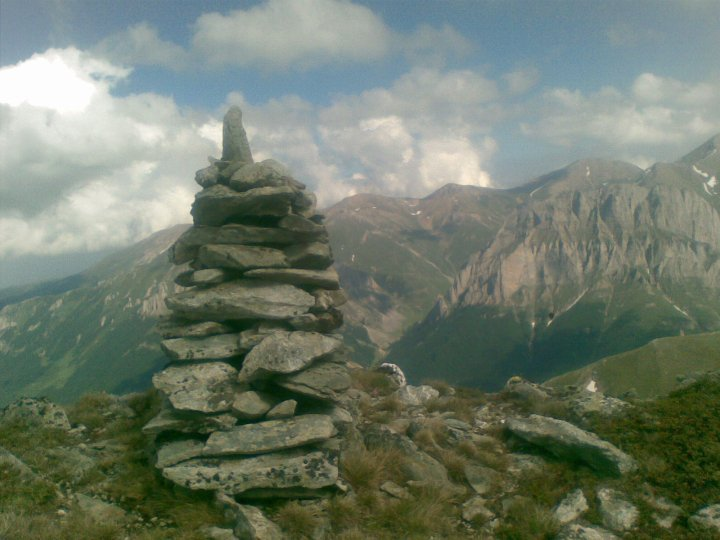
Grenzstein am Dreiländerpunkt von Albanien, Kosovo und Nordmazedonien

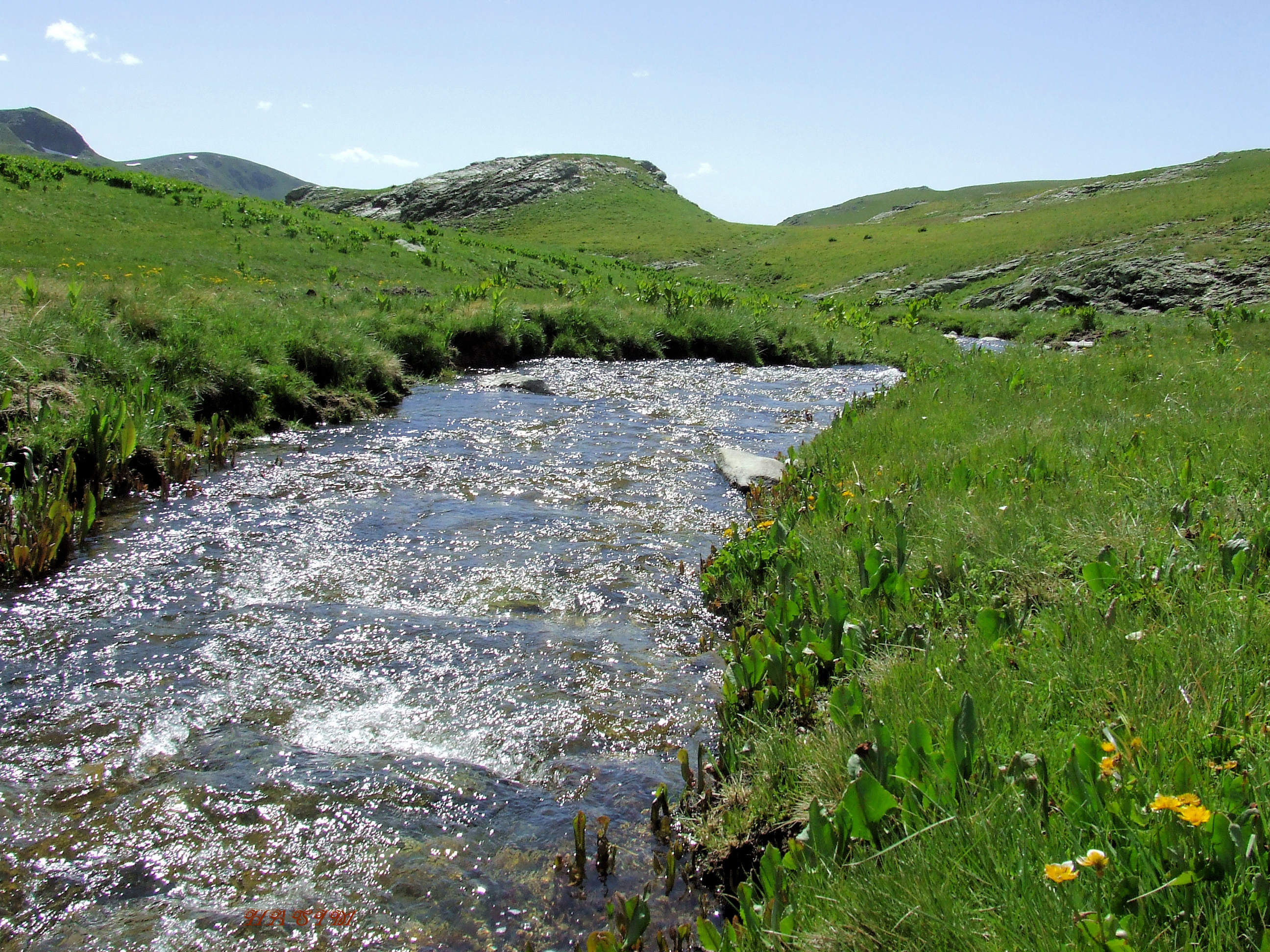
Am Fluss Radika nahe der Grenze

| KOSOVO   | KOSOVO              | KOSOVO           |                  | NORDMAZEDONIEN | NORDMAZEDONIEN      | NORDMAZEDONIEN |
| Bezirk   | Gemeinde            | Grenz- übertritt | Grenz- übertritt | Gemeinde       | Statistische Region |                |
| -------- | ------------------- | ---------------- | ---------------- | -------------- | ------------------- | -------------- |
| Serbien  |                     |                  |                  |                |                     |                |
| Gjilan   | Gjilan              |                  | K a r a d a k    |                | Lipkovo             | Nordosten      |
| Gjilan   | Vitia               |                  | K a r a d a k    |                | Lipkovo             | Nordosten      |
| Gjilan   |                     | Čučer-Sandevo    | K a r a d a k    | Skopje         |                     |                |
| Ferizaj  | Kaçanik             | Čučer-Sandevo    | K a r a d a k    | Skopje         |                     |                |
| Ferizaj  | Han i Elezit        | Čučer-Sandevo    | K a r a d a k    | Skopje         |                     |                |
| Ferizaj  | S a r P l a n i n a |                  | Gjorče Petrov    | Skopje         |                     |                |
| Ferizaj  | S a r P l a n i n a | Saraj            |                  | Skopje         |                     |                |
| Ferizaj  | S a r P l a n i n a |                  | Jegunovce        | Polog          |                     |                |
| Ferizaj  | S a r P l a n i n a | Kaçanik          | Jegunovce        | Polog          |                     |                |
| Ferizaj  | S a r P l a n i n a | Štrpce           | Jegunovce        | Polog          |                     |                |
| Ferizaj  | S a r P l a n i n a | Tearce           |                  | Polog          |                     |                |
| Prizren  | S a r P l a n i n a | Prizren          |                  | Polog          |                     |                |
| Prizren  | S a r P l a n i n a | Prizren          | Tetovo           | Polog          |                     |                |
| Prizren  | S a r P l a n i n a | Dragash          |                  | Polog          |                     |                |
| Prizren  | S a r P l a n i n a | Bogovinje        |                  | Polog          |                     |                |
| Prizren  | S a r P l a n i n a | Vrapčište        |                  | Polog          |                     |                |
| Prizren  | S a r P l a n i n a | Gostivar         |                  | Polog          |                     |                |
| Albanien |                     |                  |                  |                |                     |                |

## Geschichte
Die Grenze geht auf die Gründung der Volksrepublik Mazedonien am 2. August 1944 zurück (seit 1963 Sozialistische Republik Mazedonien). Sie bildete die Grenze zwischen den Bundesrepubliken Serbien (Autonome Provinz Kosovo und Metochien) und Mazedonien. 1991 wurde Mazedonien unabhängig. Im Jahr 2008 löste sich der Kosovo von Serbien, das nach dem Zerfall Jugoslawiens und auch Restjugoslawiens als dessen Rechtsnachfolger zur staatlichen Entität geworden war. Die Abspaltung des Kosovo ist bisher von Serbien nicht und von den übrigen Staaten nur teilweise anerkannt worden. Die staatsrechtliche Qualität dieser Grenze ist daher umstritten.
Die geplante Autostrada Prizren–Tetovo würde mit einem zusätzlich entstehenden Grenzübergang zu einer deutlichen Verkürzung der Fahrtzeit zwischen den beiden Endpunkt-Städten beitragen. Der Streckenverlauf soll durch das verkehrstechnisch bisher noch fast unberührte Šar-Planina-Gebirge führen.